# Ahmed El-Sayed (football)
Pour les articles homonymes, voir Ahmed El-Sayed et El-Sayed.
Ahmed El-Sayed (arabe : أحمد السيد) est un footballeur international égyptien (8 sélections)  né le 30 octobre 1980 au Caire.
Il a remporté la Coupe d'Afrique des nations 2006 avec l'équipe d'Égypte.

## Carrière
- 1999-2012 :  Al Ahly SC
- depuis 2012 :  Smouha SC